# Ngô Thị Liễu
Ngô Thị Liễu (30 tháng 5 năm 1905 – 6 tháng 6 năm 1984) là một nghệ sĩ tuồng Việt Nam. Bà là Giám đốc đầu tiên của Nhà hát Tuồng Việt Nam, một trong những nghệ sĩ tuồng tiêu biểu của Đoàn Tuồng Liên khu V, và đã được nhận danh hiệu Nghệ sĩ nhân dân (đợt I).

## Tiểu sử
Theo Bách khoa toàn thư Việt Nam, Ngô Thị Liễu sinh ngày 30 tháng 5 năm 1905 tại thị xã Quảng Trị, tỉnh Quảng Trị nên được đặt tên là Ngô Thị Trị. Theo trang của Ủy ban nhân dân thành phố Đà Nẵng, bà sinh năm 1908 tại huyện Thiệu Phong, tình Quảng Trị. Khi đi học bà được thầy đặt tên là Ngô Thị Liễu. Bà mê hát bội từ nhỏ, năm 13 tuổi đã diễn vai Bạch Xà trong vở tuồng Thanh Xà Bạch Xà.
Năm bà 16 tuổi, có người đòi mua bà với giá 300 đồng tiền Đông Dương. Bà bỏ trốn vào Huế, lấy chồng là diễn viên, con trai một bầu của gánh hát bội. Bà bắt đầu theo nghiệp xướng ca từ lúc đấy. Tuy nhiên, do bị nghi ngờ và bị nhà chồng đánh đập, bà tức mình bỏ chồng đem con về sống ở Quảng Nam.
Kể từ năm 25 tuổi, bà trở thành một đào chính có tiếng, đã giúp sức vực dậy những gánh hát trong thời kì sa sút. Những năm 1930–1940, bà và người chồng mới là nghệ sĩ tuồng Nguyễn Lai, cùng soạn giả Tống Phước Phổ, đã lập ra gánh hát Tân Thành ban, chủ trương cách tân nghệ thuật hát bội. Sau Cách mạng tháng 8, bà tham gia các hoạt động văn nghệ của Việt Minh tại tỉnh Quảng Nam.
Năm 1952, Đoàn tuồng Liên khu V được thành lập. Bà cùng các nghệ sĩ nổi tiếng khác như Nguyễn Nho Túy, Nguyễn Lai, Phạm Chương, Nguyễn Phẩm, Võ Sĩ Thừa... là những nghệ sĩ đầu tiên của Đoàn. Ngô Thị Liễu tham gia diễn các vở như Trưng Trắc, Tam nữ Đồ vương (Tống Phước Phổ), Đường về Vụ Quang (Hoàng Châu Ký), Chị Ngộ (Nguyễn Lai)...
Năm 1954, bà tập kết ra Bắc cùng gia đình. Từ đây, bên cạnh biểu diễn, bà còn tập trung vào công tác giảng dạy, đào tạo nhiều thế hệ nghệ sĩ tuồng kế cận. Bà cùng nghệ sĩ Nguyễn Nho Túy nhiều lần được vào Phủ Chủ tịch biểu diễn trước Chủ tịch Hồ Chí Minh. Bà còn được cử làm Giám đốc đầu tiên của Nhà hát Tuồng Việt Nam, thành viên Ủy ban Bảo vệ hòa bình thế giới của Việt Nam và giảng viên tại Trường Nghệ thuật Sân khấu. Đặc biệt, năm 1970, Ngô Thị Liễu được Hội Nghệ sĩ Sân khấu Việt Nam cử sang Cộng hòa Dân chủ Đức dự lễ kỷ niệm Béc-tôn Bờ-rếch, một nhà cách tân sân khấu tên tuổi ở cả nước Đức và khắp Đông Tây.
Sau năm 1975, bà quay trở về sống tại Đà Nẵng, tiếp tục tham gia giảng dạy và biểu diễn. Năm 1984, bà được trao tặng danh hiệu Nghệ sĩ nhân dân (đợt I), ngoài ra bà còn tặng thưởng nhiều huân chương cao quý như: Huân chương Lao động hạng Ba, Huân chương Kháng chiến chống Mỹ hạng Nhất, Huy chương Vì sự nghiệp Sân khấu, Huy chương Chiến sĩ Văn hóa,... Bà mất tại thành phố Đà Nẵng vào ngày 6 tháng 6 năm 1984, thọ 79 tuổi.

## Vai diễn
Trong 60 năm theo đuổi nghiệp diễn tuồng, bà đã đóng tới 18 vai kép và 73 vai ả đào, với đủ các thể loại: đào cảnh, đào bi, đào chiến, đào giả trai, các vai mụ..., các vai kép con, hoàng tử. Các vai diễn tiêu biểu là: đào như Liễu Nguyệt Tiêm (trong Đào Phi Phụng), Đào Tam Xuân, Bà huyện (trong Nghêu, Sò, Ốc, Hến), Tuyết Nương (trong Trương Đồ Nhục), kép như Triệu Hùng Nhi (Dương Châu Tư), Na Tra (Phong thần), Thiên Tường, Thiên Lộc (Hoàng Phi Hổ). Ngoài 60 tuổi bà vẫn thành công trong vai kép con Quách Hải Thọ (Bao Công tra án Quách Hoè), đặc biệt là ở những vở tuồng hiện đại như: Chị Lan (Cờ giải phóng), và chị Ngộ trong vở tuồng cùng tên.